# Уча (притока Клязьми)
Уча — одна з малих річок Московської області, ліва притока Клязьми.

## Розташування
Витік річки розташований східніше озера Нерське (Дмитровський район), гирло в селі Набережна. Річка протікає територією Дмитровського району, Митищинського міського округу, Пушкінського району, міського округу Івантєєвка та Щолковського району Московської області.

## Басейн
Довжина річки складає 42 км, площа басейну 605 км². На річці розташовано Учинське водосховище яке постачає водою Москву. Найбільша ліва притока — Серебрянка. Також притокою є річка Скалба

## Населені пункти
На річці розташовано міста Пушкіно та Івантєєвка, також місто Щолково, оскільки село Набережна було включено до його складу. Село Федоскіно відоме лаковою мініатюрою, у селі Марфіно розташована садиба XVIII-XIX століття.